# Episodi di Barney Miller (settima stagione)
La settima stagione della serie televisiva Barney Miller è stata trasmessa in anteprima negli Stati Uniti d'America dalla ABC tra il 30 ottobre 1980 e il 21 maggio 1981.
| nº | Titolo originale  | Titolo italiano | Prima TV USA     | Prima TV Italia |
| -- | ----------------- | --------------- | ---------------- | --------------- |
| 1  | Homicide (Part 1) |                 | 30 ottobre 1980  |                 |
| 2  | Homicide (Part 2) |                 | 6 novembre 1980  |                 |
| 3  | The Delegate      |                 | 13 novembre 1980 |                 |
| 4  | Dorsey            |                 | 27 novembre 1980 |                 |
| 5  | Agent Orange      |                 | 11 dicembre 1980 |                 |
| 6  | Call Girl         |                 | 18 dicembre 1980 |                 |
| 7  | Resignation       |                 | 8 gennaio 1981   |                 |
| 8  | Field Associate   |                 | 15 gennaio 1981  |                 |
| 9  | Movie (Part 1)    |                 | 22 gennaio 1981  |                 |
| 10 | Movie (Part 2)    |                 | 29 gennaio 1981  |                 |
| 11 | The Psychic       |                 | 5 febbraio 1981  |                 |
| 12 | Stormy Weather    |                 | 12 febbraio 1981 |                 |
| 13 | The Librarian     |                 | 19 febbraio 1981 |                 |
| 14 | Rachel            |                 | 26 febbraio 1981 |                 |
| 15 | Contempt (Part 1) |                 | 12 marzo 1981    |                 |
| 16 | Contempt (Part 2) |                 | 19 marzo 1981    |                 |
| 17 | The Doll          |                 | 26 marzo 1981    |                 |
| 18 | Lady and the Bomb |                 | 9 aprile 1981    |                 |
| 19 | Riot              |                 | 30 aprile 1981   |                 |
| 20 | The Vests         |                 | 7 maggio 1981    |                 |
| 21 | The Rainmaker     |                 | 14 maggio 1981   |                 |
| 22 | Liquidation       |                 | 21 maggio 1981   |                 |